# Parafia Ścięcia św. Jana Chrzciciela w Mysłowicach
Parafia Ścięcia św. Jana Chrzciciela – rzymskokatolicka parafia znajdująca się w Mysłowicach, w dzielnicy Bończyk-Tuwima, erygowana 3 kwietnia 1988 roku jako parafia tymczasowa, a 29 października 1989 r. jako parafia pełnoprawna. Pierwszym proboszczem został ks. Klaudiusz Wiszkowski, a po nim ks. Jan Przybylok. W 1991 r. proboszczem został ks. Rafał Ryszka, który dokończył budowę kościoła. Świątynię poświęcił 20 października 2004 r. abp Damian Zimoń.